# Monopis impressipenella
Monopis impressipenella är en fjärilsart som beskrevs av Bilimek 1867. Monopis impressipenella ingår i släktet Monopis och familjen äkta malar. Inga underarter finns listade i Catalogue of Life.